# Eau Mère
L’Eau Mère est une rivière française qui coule dans le département du Puy-de-Dôme. Elle prend sa source dans les monts du Livradois et se jette dans l'Allier en rive droite. C’est donc un sous-affluent de la Loire.

## Géographie
L’Eau Mère prend naissance dans les monts du Livradois, près d'Aix-la-Fayette. Son cours est essentiellement situé dans le parc naturel régional Livradois-Forez.
La source se trouve à environ 1 000 mètres d'altitude dans les bois de la Bessière. Le cours d'eau s'appelle alors le « ruisseau des Bordes ». Il s'oriente d'abord vers le nord et passe à proximité du bourg d'Aix-la-Fayette. Au hameau de Tirel il rencontre le ruisseau de la Fayette. Au niveau de Condat-les-Montboissier il est rejoint par le ruisseau de la Maillerie et prend le nom de « ruisseau d'Astrou ». Il s'oriente ensuite vers l'ouest et s'enfonce dans des gorges. Peu avant Sauxillanges il reçoit l'apport de la rivière Chaméane. C'est là que le cours d'eau prend le nom définitif d'Eau Mère. Après un parcours de quelques kilomètres vers le sud, la rivière s'oriente ouest. Elle se jette dans l'Allier, à quelques kilomètres à l’est d’Issoire, sur le territoire de la commune  de Parentignat.

### Affluents
L'Eau Mère compte 13 affluents référencés dont les plus importants sont les suivants :
- Le ruisseau du Ravirou
- Le ruisseau de la Fayette
- Le ruisseau de la Maillerie
- Le ruisseau de Valencon
- La Sablonnière
- Le ruisseau du Merderie
- La Chaméane (initialement ruisseau du Veyson)
- Le ruisseau de Valette (initialement ruisseau de Pouchon)
- L'Ailloux

### Communes traversées
L’Eau Mère traverse ou longe, de la source à la confluence avec l'Allier, les treize communes suivantes, toutes situées dans le département du Puy-de-Dôme :
- Aix-la-Fayette (sources)
- Saint-Genès-la-Tourette
- Échandelys
- Condat-lès-Montboissier
- Égliseneuve-des-Liards
- Saint-Quentin-sur-Sauxillanges
- Sauxillanges
- Saint-Jean-en-Val
- Usson
- Saint-Rémy-de-Chargnat
- Varennes-sur-Usson
- Parentignat (confluence)
- Brenat